# 上野長野氏
上野長野氏（こうづけながのし）は、戦国時代まで上野国西部を支配していた大身の武士である。上州長野氏とも。家紋は檜扇（ひおうぎ）。

## 出自
本姓は在原氏。『伊勢物語』の主人公であるとされる在原業平が、関東に下向したことが始まりであると伝わるが、もとより伝説の域を出ない。ただ物部氏系の石上姓を名乗っていたとも伝わることから、当初は石上姓だったとみられる。また在庁官人の出身とも指摘される。
長野一族の菩提寺・長年寺や後の居城・箕輪城を含むことから、上野国群馬郡長野郷（現・群馬県高崎市浜川町周辺）が本拠地とみられている。なお同上野国吾妻郡長野原館に住んで長野を称したとする「長年寺系図」などの伝承もあるが、内容に問題が多く、また長野郷の名は戦国・江戸期以降に消えているため、長野原由来説は長野郷が忘れ去られた後世にこじつけで作られた誤伝とされる。

## 歴史
長野氏の人物が史料上にみられるのは、長尾景春の乱の最中の文明9年（1477年）5月7日、武蔵針谷原で山内・扇谷両上杉と長尾景春が戦ったときの記録で、この時に上州一揆（いっき）旗頭として景春方にあった長野為兼が討死している。また永正元年（1504年）の立河原の戦いで、長野孫六郎房兼が上杉顕定方で参加し戦死している。ただし房兼・為兼は現存する系譜類にみえず、彼らの血縁関係は不詳である。また、「兼」の字を長野氏の通字である「業」の誤記・誤読として、正しくは房業・為業とする説もある。
戦国時代中期まで上野国は関東管領の山内上杉氏の領国であり、守護代の長尾氏（白井長尾家、総社長尾家）の本拠地も上野に存在したため、長野氏はその上杉氏の下で上野国西部の豪族を取りまとめて「箕輪衆」を結成し、上杉氏・長尾氏に仕えていた。

### 上杉家中での台頭
房兼・為兼の没後、長野氏の勢力は一時後退したとみられるが、長野憲業は箕輪城を築城（父の業尚によるとも）するなど、上杉氏と長尾氏が享徳の乱・長享の乱や長尾景春の乱などで衰退するのと対照的に勢力を拡大させた。
大永7年（1527年）には、長野左衛門大夫方斎が厩橋宮内大夫とともに総社城にあった総社長尾氏の長尾顕景を攻撃している。この左衛門大夫方斎と厩橋宮内大夫は誰か諸説あってはっきりしない。
左衛門大夫方斎は箕輪城主とみられている。『日本城郭大系』では箕輪城主の長野信業、『群馬新百科事典』（上毛新聞社、2008年）の「長野氏」（飯森康広著）では長野方業、『箕郷町誌』（箕郷町、1975年）では長野信業（方斎）、『群馬県史 通史編3』では長野方業（方斎）、『戦国のコミュニケーション』（山田邦明著）および黒田論文は方斎は方業の誤読とする。厩橋宮内大夫は厩橋城によった長野氏一族とみられるが、これも諸説ある（後述）。

### 厩橋長野氏
厩橋宮内大夫の一族は厩橋城（のち前橋城と改称）を築き、総社の長尾氏と対抗した。この厩橋城主となった長野氏は、『前橋風土記』に歴代城主として初代・固山宗賢（長野左衛門尉）、2代長野道安、3代道賢、4代賢忠と記載される。黒田基樹の論文（「戦国期上野長野氏の動向」）は、固山宗賢（長野左衛門尉）を長野為業とし、2代顕業（聖仲）、3代賢忠とし、実際に厩橋を本拠地としたのは顕業の時代とする。大永7年（1527年）の厩橋宮内大夫はこのうちの誰かとみられる。『日本城郭大系』は長野方業（方斎、賢忠）とみなす。『箕郷町誌』は長野方業を指すとし、『前橋市史』は天文10年（1541年）にみえる賢忠が該当するといい、『群馬県史』は宮内大夫を方業（方斎）の子かとした上で厩橋2代の道安のこととする。『箕輪城と長野氏』は道賢かと指摘する。黒田論文は、宮内大夫は賢忠で箕輪長野氏を継いだ方業の実兄でもあるとする。
また、厩橋東隣の大胡郷へ厩橋長野氏は進出し、大胡氏に代わって大胡を支配した。大胡氏を一族化したともいう。ただし大胡の長野氏の名前は不明である。
天文10年（1541年）厩橋城主長野賢忠は、深谷上杉憲賢・那波宗俊・成田親泰・佐野昌綱とともに金山城主横瀬泰繁を攻めて敗退した。その後、越山してきた長尾景虎に従う。しかしその子・彦太郎は永禄3年（1560年）に陣中で誅殺（ちゅうさつ）され、賢忠もすぐ没したという。このとき彦太郎の伯父は大胡を領していたが共に殺されたという。黒田論文は賢忠が永禄年間に没したとするのは、彼の代に厩橋長野氏が滅んだとする誤認に由来するもので、賢忠は天文10年の横瀬氏攻撃後ほどなく没し、道安―道賢―彦九郎（彦太郎・藤九郎はともに彦九郎の誤記・誤伝とする）と継承されたと説く。永禄4年（1561年）の「関東幕注文」には「厩橋衆」として長野藤九郎・彦七郎がみえる。なお「厩橋衆」所属の国人が他より少なすぎるため、上杉謙信の上野進攻時に厩橋長野氏が後北条方につき上杉の攻撃を受けて降伏し、衆が解体されたのではとも指摘される。このあと厩橋長野氏・大胡長野氏は謙信により厩橋城を没収され没落した。

### 箕輪長野氏
箕輪城主となった長野氏は、憲業のとき西上野方面へ本格的に進出し、彼の次男・業正（業政）のときに強大となった。業正は長尾氏の家督継承に介入するなど山内上杉氏家中で台頭し、河越夜戦で大敗した関東管領上杉憲政が北条氏康に敗れて上野国を追われた後も、箕輪衆を取りまとめて、婚姻政策などにより西上野の支配圏をなおも維持した。
しかし山内上杉氏に忠誠を誓っていたのは後世のイメージであり、史実とは異なる。同時代史料によれば、河越夜戦ののち後北条軍が武蔵国の最前線・武蔵御嶽城を落城させると、長野氏は安中氏などとともに後北条方へと離反した。これにより山内上杉氏は動揺し、憲政の直属である馬廻衆の裏切りとそれに起因する憲政の平井城退去を招いている。その後、後北条氏が上野を支配したが、永禄3年（1560年）に上杉謙信が憲政を奉じて上野に進攻すると、箕輪長野氏は同盟状態であった総社長尾氏・白井長尾氏と真っ先に謙信に内応した。以後は越後上杉氏の勢力下を維持している。
永禄4年（1561年）に業正は死去し、同永禄4年（1561年）には甲斐国の武田氏が西上野侵攻を行い、西上野において越後上杉氏と対立する。武田氏は小幡氏・安中氏・後閑氏などの西上野国衆を勢力下に置いて箕輪城の孤立化を図り、業正の子の氏業は永禄9年（1566年）に敗れて自害、箕輪長野氏は滅亡、西上野は武田領国化される。

### 鷹留長野氏
業尚や憲業のころ長野氏は鷹留城にあり、のち箕輪城に移ったともいわれる。その鷹留城は業尚の築城と伝え、箕輪城時代はその支城として機能した。憲業のあと鷹留城には業正の兄の三河守業氏が入った。この子孫を鷹留長野氏という。
業氏は永禄5年（1562年）5月8日に、武田方へと離反した大戸城（城主は大戸氏）を攻めた際に戦死した。跡を長男の業通が継いだ。
永禄9年（1566年）の箕輪城落城のときには、鷹留城には業通や弟の大森別当・業固・勝業が篭っていたが、武田軍に箕輪城との連携を遮断され、内応よって箕輪より先に陥落、城主の業通は長男とともに越後国に落ち延び、鷹留長野一族は離散して没落した。なお業氏の子・勝業はこの戦いの中で死去したという。

### 箕輪落城後の長野一族
長野氏業の子・亀寿は落城時に家臣の藤井忠安・阿保清勝に伴われ脱出、のち出家して極楽院鎮良と名乗り、阿保清勝の姪を妻として5子があったと伝わる。なお極楽院鎮良は徳川家から印状を授与されている。また別の長野系図によれば氏業の子には業忠という子があり、浜川の善長院を建立したという。
鷹留長野氏では、業通の次男・業茂が落城後に仏門に入り、珠山玄宝となって和田山長純寺住職、のち井伊氏に従い移住して彦根長純寺を開いたと伝わる（大雲寺記録）。業氏の次男・業亮は、長野氏が健在の頃から和田山大雲寺にあり、大森別当・曇廊などという。落城後に住職となり、井伊氏の移動に従って彦根大雲寺を開いた。
彦根宗安寺の開山・成誉典応も鷹留長野氏で、「大雲寺寺歴書」（天保9年）では曇廊和尚（業亮）の出家前の子だとされる。「宗安寺記」では珠山玄宝の子とされる。俗名は業連とも。
また彦根藩井伊家の記録によると、次席家老の長野民部は長野一族だという。家伝では業正の子・業親の子が伝蔵（業実、業真）といい、武田氏の滅亡後、生母が井伊直政と知己だったことから井伊氏に仕えて4000石を得たとされる。『新編高崎市史 通史編2』は、業親が長野氏の系図にみえないため、業正の庶子か養子ではないかとする。一方、徳川家が長野業正の子孫を探した時、長野氏関係の寺院が連署で天保9年（1838年）に提出した報告によると、民部は珠山玄宝の出家前にもうけた次男・業源のことだとされている。

## 長野一族
長野氏の歴代系譜は複数伝わるが、信頼性があるとされるのは長野乙業からである。しかし乙業以降も異同がある上、同時代史料上で確かめられる人物も少なく、正確な系譜は不詳である。
- 長野乙業 - 『箕輪城と長野氏』によれば、系譜中で存在が比較的信頼される最古の人物[2]。長野郷浜川に居住。「箕輪城考」に尚業の父としてみえる。『箕輪城と長野氏』では業尚の大叔父で子は無く、弟の隆業の系統が続いたとする。
- 長野業尚（尚業）[注釈 11] - 関東管領上杉顕定の執事と系図に伝わる。『箕郷町誌』では業尚の子[20]。『箕輪城と長野氏』は方業の子とする[30]。
- 長野方業（固山宗賢、方斎[注釈 12]） － 厩橋城を築城したとも言われる。『群馬県史 通史編3』では業尚の子で憲業の弟、かつ厩橋の長野氏系の祖[31]。『箕輪城と長野氏』は隆業の子で業尚・道安の父[30]。『日本城郭大系』・『群馬県人名大百科』では賢忠のこと。吉川弘文館『戦国人名辞典』「長野方業」項は憲業の後継者（箕輪長野氏の家督）で業正の兄[32]。「戦国期上野長野氏の動向」では賢忠の弟で業正の父、かつ憲業没後に厩橋から入って箕輪長野氏を継いだとする[9][17]。
- 長野憲業 - 箕輪城主。長野信業とは同一人物[2]とも別人[注釈 13]ともされる。
- 長野業氏 - 鷹留長野氏の祖。鷹留城主。業正の兄。
- 長野業正（業政） - 「上州の黄班」と伝わる猛将。
- 長野吉業 - 業正の長子。河越夜戦で死去。
- 長野氏業（業盛） - 業正の後継。箕輪城で討死。